# VolAir
VolAir – dominikańska linia lotnicza z siedzibą w Santo Domingo. Swoją działalność rozpoczęła w 2003 roku. W 2011 roku zaprzestała działalności.

## Flota
- 1 x Chieftain
- 2 x Britten-Norman BN2A Islander
- 1 x BAe Jetstream 32
- 2 x Let 410
- 1 x Cessna 206
- 2 x Cessna 402